# Hrabstwo El Dorado
Hrabstwo El Dorado (ang. El Dorado County) – hrabstwo w stanie Kalifornia w Stanach Zjednoczonych. Obszar całkowity hrabstwa obejmuje powierzchnię 1788,10 mil² (4631,16 km²). Według szacunków United States Census Bureau w roku 2009 miało 178 447 mieszkańców.
Hrabstwo powstało w 1850 roku. Na jego terenie znajdują się:
- miejscowości – Placerville, South Lake Tahoe,
- CDP – Auburn Lake Trails, Cameron Park, Camino, Cold Springs, Coloma, Diamond Springs, El Dorado Hills, Georgetown, Grizzly Flats, Pollock Pines, Shingle Springs, Tahoma.
- Na terenie hrabstwa leży część Jeziora Tahoe, przez które przebiega granica z Nevadą[5].